# 若松永福
若松 永福（わかまつ ながとみ、文政4年2月1日（1821年3月4日） - 明治19年（1886年）10月13日）は、幕末の地下人。若松永言の子、母は丹羽正敬の娘。
弘化4年（1847年）一条家諸大夫を継ぎ、備前守に叙される。嘉永6年（1853年）内蔵助を兼ね、従五位下となり、安政3年（1856年）木工権頭となっている。
安政5年（1858年）安政の大獄に連座して捕われる。安政6年（1859年）江戸に送られ、主命で幕府要人の調伏を疑われて追放刑となった。文久2年（1862年）赦免され、文久3年（1863年）従五位下備前守に復帰し、同年には従五位上播磨守となった。また漢籍の長があり、入内前の昭憲皇太后に素読を教授している。